# Michel Pécheux
Michel Pécheux (Saint-Brieuc, 24 maggio 1911 – Neuilly-sur-Seine, 29 agosto 1985) è stato uno schermidore francese, vincitore di una medaglia d'oro ed una di bronzo nella scherma ai giochi olimpici.